# Cavalcavia Bacula
Il cavalcavia Bacula, noto popolarmente come Ponte della Ghisolfa (in dialetto milanese Pont de la Ghisolfa), è un ponte stradale di Milano, facente parte della circonvallazione esterna, che collega il quartiere della Ghisolfa con piazzale Lugano, nel quartiere Derganino, scavalcando le ferrovie Cadorna-Bovisa e Milano-Rho. È intitolato ad Adriano Bacula, aviatore eroe della prima guerra mondiale.
Dal lato del quartiere Ghisolfa il ponte prosegue senza soluzione di continuità nell'attiguo cavalcavia Monte Ceneri-Serra, il cui complesso è alle volte noto imprecisamente nella sua interezza come "Ponte della Ghisolfa".
L'area del cavalcavia è nota per un circolo anarchico e per la sua rappresentazione nei film di Luchino Visconti e nei racconti di Giovanni Testori.

## Storia
Il cavalcavia venne aperto al traffico alla fine del 1939, completando così l'anello della circonvallazione esterna.
Le opere realizzate compresero l'allargamento dell'esistente viadotto ad archi sulla ferrovia Milano-Rho e la costruzione di due nuovi cavalcavia sulla ferrovia Cadorna-Bovisa e sul raccordo da questa allo scalo Simonetta.

## Caratteristiche
Il cavalcavia si compone di tre diversi manufatti, separati l'uno dall'altro da brevi tratti in rilevato.
Partendo da ovest, si incontra per primo il cavalcavia che scavalca la linea Cadorna-Bovisa; il manufatto d'origine, che aveva una larghezza di 20 m e una luce obliqua di 10,75 m, fu sostituito da un'opera di maggiore lunghezza e larghezza in occasione del quadruplicamento della linea, negli anni novanta.
Segue un breve cavalcavia di 5,5 m di luce che scavalcava il binario d'accesso allo scalo Simonetta, da tempo soppresso.
Infine, si supera la ferrovia Milano-Rho grazie a un viadotto di 78 m di lunghezza, composto di 7 archi di 10 m di luce.